# Гребинецкая, Мария Зиновьевна
Мария Зиновьевна Гребинецкая (укр. Марія Зіновіївна Гребінецька, 1883, Киевщина — 1971, Нью-Йорк) — украинская актриса и певица (лирико-драматическое сопрано). Известная по выступлениям в Театре Николая Садовского, в Одесской опере, театре общества «Русская беседа» в Львове.

## Биография
Мария Гребинецкая родилась в 1883 году на Киевщине, а её детство прошло в Киеве. Её родители были учителями украинского языка и литературы и были достаточно обеспеченными, чтобы дать хорошее образование своим детям.
Гребинецкая окончила частную музыкальную школу М. Лесневич-Носовой, а в 1905—1907 году училась пению у Александра Мишуги в Музыкально-драматической школе Н. Лысенко. По рекомендации Мишуги для совершенствования своего мастерства она поехала в Милан, где училась пению с 1907 по 1911 год.
После окончания учёбы в 1911 году Гребинецкая становится солисткой Одесской оперы, дебютировав в партии Оксаны в опере «Запорожец за Дунаем» Гулак-Артемовского. Там же пела в операх «Черноморец», «Рождественская ночь», «Наталка Полтавка», «Утопленница», «Энеида», «Галька». В Одессе Гребинецкая работала с 1911 по 1912 год.
1 сентября 1914 Мария Гребинецкая становится солисткой театра Николая Садовского. В этом театре она пела все сопрановые партии. После переезда театра Николая Садовского из Киева в 1919 году и последующего прекращения его работы, Мария Гребинецкая со временем начала работать в Львове в Театре общества «Русская беседа» (1921—1922).
20 мая 1922 Гребинецкая и Бесарабова дали концерт в Ужгороде. Программа концерта включала арии мировой классики и романсы, которые исполнялись на украинском, итальянском и французском языках. В начале сентября 1922 года её пригласили выступать на Шевченковских концертах в Праге, где уже работал Александр Кошиц. Там Гребинецкая стала хористкой Украинской республиканской хоровой капеллы.
Пополнившись новыми певцами капелла подготовилась к выезду в США. В Нью-Йорк капелла, переименована в Украинский национальный хор, прибыла 3 октября 1922 года, а 5 октября состоялось её выступление в зале «Карнеги-холл». В составе хора Мария Гребинецкая приняла участие в большом восьмимесячного концертном туре по городам США и Канады, а 20 мая 1923 года начались их гастроли по городам Аргентины, Чили, Парагвая, Венесуэлы, Кубы и Мексики. В хоре выступали также её брат Михаил Гребинецкий и его жена Дора (Федора) Стеценко, сестра композитора Кирилла Стеценко. По возвращении в США хор дал ещё один концерт и в начале 1924 года приостановил своё существование.
Гребинецкая нашла работу в Музыкальной школе имени М. Леонтовича (Нью-Йорк) при содействии композитора и дирижёра Михаила Гайворонского. Тогда же она вместе с братом Михаилом и его женой Дорой Стеценко начала выступать в молодёжном украинском театре.
В начале 1930-х годов известный скрипач, педагог и композитор Роман Придаткевич организовал ансамбль «Украинское Трио», который выступал в нью-йоркском концертном зале «Таун-Холл» и исполнял композиции Баха, Барвинского, Лысенко, Стеценко. В трио вошли: Мария Гребинецкая, пианистка Алиса Корчак (которую позже заменила Ольга Ткачук) и сам Роман Придаткевич, как скрипач. Гребинецкая впервые выступила в трио 14 ноября 1931 года, а через три года подготовила себе замену в лице ученицы Иосифы Еремы-Чиж, после чего снова вернулась к работе в театр — 5 марта 1932 под её руководством в зале Украинского дома в Нью-Йорке была осуществлена постановка оперы «Катерина» Аркаса.
Около 20 лет Гребинецкая учила украинских детей в Нью-Йорке игре на фортепиано и вокальному пению, основав в 1944 году музыкальную студию при книжном магазине «Горн», владельцем которой был Мирон Трубач. Умерла Мария Гребинецька в 1971 году в Нью-Йорке.